# Olexesh
Olexesh, de son vrai nom Olexij Kosarev, est un rappeur ukrainien d'expression allemande, né le 25 février 1988 à Kiev.

## Biographie
Son père est biélorusse, sa mère est ukrainienne. Son père émigre aux États-Unis quand Olexesh a deux ans. Olexesh quitte Kiev pour l'Allemagne à l'âge de six ans avec sa mère. Il vit d'abord à Kelkheim (Taunus) puis s'installe à Darmstadt-Kranichstein. Il va dans une Sonderschule et découvre le rap. Il commence à publier des vidéos musicales sur YouTube.
Celo du duo Celo & Abdi découvre Olexesh. Après avoir signé sur son label 385ideal, il présente sa première mixtape Authentic Athletic le 2 décembre 2012 en téléchargement gratuit sur Internet. On y retrouve près de 30 titres, en grande partie sur des instrumentaux de morceaux de rap West Coast. Peu de temps après, Olexesh devient connu par un public plus large par sa présence dans l'édition luxe de Blockplatin de Haftbefehl, et une collaboration avec Mosh36 sur sa mixtape BZ. En outre, une apparition dans l'émission en ligne Halt die Fresse contribue à plus de 200 000 téléchargements de la mixtape Authentic Athletic. En outre, Celo & Abdi l'invite sur leur tournée de l'album Hinterhofjargon.
Le 7 mars 2014, Olexesh publie son premier album Nu eta da qui comprend des duos avec Gzuz, Fard, Eko Fresh, Karate Andi et Celo & Abdi. Le 27 mars 2015 paraît le deuxième album Masta qui comprend des duos avec Sido, Veysel, Hanybal, Blvck Beatz et Celo & Abdi. Six mois plus tard, il sort une deuxième mixtape, Straßencocktail, qui, en plus de son style rap classique, présente également des morceaux dans le style de G-funk.
Le 21 octobre 2016, le troisième album studio Makadam est sorti ; il y a des duos avec Xatar, Haftbefehl et Gzuz.
Publié le 2 mars 2018, l'album Rolexesh est numéro un des ventes en Allemagne (ainsi que le signe avec Edin Magisch)  et en Autriche.

## Discographie

### Albums
- 2014 : Nu eta da
- 2015 : Masta
- 2016 : Makadam
- 2018 : Rolexesh
- 2018 : Radioaktiv
- 2019 : Augen Husky

### Mixtapes
- 2012 : Authentic Athletic
- 2015 : Straßencocktail

### Singles
- 2015 : Löwenzahn (feat. pour Sido)
- 2017 : Rhythm n* Flouz (feat. pour Celo & Abdi avec Nimo)
- 2017 : Das Leben ist so (feat. pour Capital Bra)
- 2017 : MOB
- 2018 : Gopnik
- 2018 : Magisch (feat. Edin)
- 2018 : Frisch aus dem Block (feat. Capital Bra)
- 2018 : Schüsse aus’m Benz (feat. Bonez MC)
- 2018 : Geld spielt keine Rolex (feat. Nimo)
- 2018 : Hallo hallo
- 2018 : Fake Love (feat. Ufo361)
- 2018 : BWA (feat Celo & Abdi et Hanybal)
- 2018 : Hände an der 9 (feat. Azad)
- 2018 : Wir 2 immer 1 (Vanessa Mai feat. Olexesh)

## Source de la traduction
- (de) Cet article est partiellement ou en totalité issu de l’article de Wikipédia en allemand intitulé « Olexesh » (voir la liste des auteurs).